# A Question of Honour
A Question of Honour (englisch für „Eine Frage der Ehre“) ist ein Lied der englischen Sängerin Sarah Brightman. Der Song ist die erste Singleauskopplung ihres vierten Studioalbums Fly und wurde 1995 veröffentlicht.

## Inhalt
A Question of Honour wird von Sarah Brightman teils italienisch, teils englisch gesungen. Es handelt von einem Kampf zwischen zwei Männern, bei dem Sieg oder Niederlage „eine Frage der Ehre“ sind. Der Hintergrundgesang stammt von Andrew Eldritch, dem Frontmann der englischen Rockband The Sisters of Mercy. Die italienischen Textabschnitte sind der Oper La Wally des Komponisten Alfredo Catalani entnommen.

“If you win or you lose

It’s a question of honour

And the way that you choose

It’s a question of honour”

## Produktion
Der Song wurde von den deutschen Musikproduzenten Frank Peterson und Alex Christensen in Zusammenarbeit mit Sarah Brightman produziert. Frank Peterson fungierte zudem als Autor.

## Musikvideo
Bei dem zu A Question of Honour gedrehten Musikvideo führte Joachim Kirschstein Regie. Zu Beginn wird ein altes Buch mit dem Titel „A Question of Honour“ aufgeschlagen, das Sarah Brightman zeigt, die den Song in einem antiken Gebäude im Sonnenlicht singt, wobei sie komplett weiß gekleidet ist und einen Blumenkranz auf dem Kopf trägt. Anschließend schwenkt die Kamera durch ein antikes animiertes Gebäude mit Tunneln und Gewölben. Dabei sieht man unter anderem eine große Wanduhr, Bilder an den Wänden, auf denen Sarah Brightman singt, Kerzen sowie eine Sanduhr. Gegen Ende ist wie zu Anfang die Sängerin singend im Gebäude zu sehen, bevor das Buch zugeklappt wird.

## Single

### Covergestaltung
Das Singlecover ist sepiafarben und zeigt zwei Bilder von Sarah Brightman: Auf dem einen legt sie das Gesicht auf ihre Hände und blickt den Betrachter an, während sie auf dem anderen die Augen geschlossen hat. Links oben befindet sich der gelbe Schriftzug Sarah Brightman, während der Titel A Question of Honour, ebenfalls in Gelb, rechts unten steht. Das Cover der Maxi-Single zeigt dasselbe Motiv, allerdings in dunkelgrünen Farben.

### Titellisten
Single
1. A Question of Honour (Radio Edit) – 5:18
2. A Question of Honour (Extended Version) – 8:45
3. On the Nile – 1:12

Maxi
1. A Question of Honour (Radio Edit) – 5:16
2. A Question of Honour (Pech Remix) – 5:18
3. A Question of Honour (Knock Out Mix) – 8:14
4. A Question of Honour (Damage Control Mix) – 6:04
5. A Question of Honour (Tom Lord Alge Mix) – 6:36

### Chartplatzierungen
Das Lied debütierte am 17. Juli 1995 auf Platz 89 in den deutschen Singlecharts. Nachdem es im Oktober bei einem Boxkampf zwischen Henry Maske und Graciano Rocchigiani zu hören war, stieg es in den Charts und erreichte am 25. Dezember 1995 mit Rang 15 die höchste Position. Insgesamt war die Single 24 Wochen in den Top 100 vertreten.
| ChartsChartplatzierungen | Höchstplatzierung | Wochen |
| ------------------------ | ----------------- | ------ |
| Deutschland (GfK)        | 15 (24 Wo.)       | 24     |

### Verkaufszahlen und Auszeichnungen
A Question of Honour wurde im Jahr 2011 in Japan für mehr als 100.000 verkaufte Klingeltöne mit einer Goldenen Schallplatte ausgezeichnet. Dort wurde es von dem Sender TV Asahi als Titelmusik bei Fußball-Weltmeisterschaften verwendet.

| Land/Region  | Auszeichnungen für Musikverkäufe (Land/Region, Auszeichnung, Verkäufe) | Verkäufe |
| ------------ | ---------------------------------------------------------------------- | -------- |
| Japan (RIAJ) | Gold                                                                   | 100.000  |
| Insgesamt    | 1× Gold ·                                                              | 100.000  |